# Birendra của Nepal
Birendra Bir Bikram Shah Dev (tiếng Nepal: श्री ५ महाराजाधिराज वीरेन्द्र वीर विक्र म शाह देव), (28 tháng 12 năm 1945 – 1 tháng 6 năm 2001) là vị vua thứ 10 của Nepal, tại vị từ năm 1972 cho đến khi bị ám sát vào năm 2001. Ông là con trai cả của Vua Mahendra. Trong 18 năm đầu triều đại, Birendra là một vị vua chuyên chế, nhưng kể từ năm 1990, ông đã chấp nhận đưa Nepal trở thành một nhà nước quân chủ lập hiến với đa đảng. Tuy được lòng dân với tư tưởng dân chủ của mình, nhưng ông không thể tránh khỏi Nội chiến.
Người kế vị Birendra chính là con trai ông, Dipendra, nhưng chỉ tại vị được 3 ngày thì qua đời do vết thương bắn vào đầu trong Vụ thảm sát hoàng gia Nepal, em trai của Birendra và chú ruột của Dipendra là Guyanendra lên kế vị và trở thành vị vua cuối cùng của Vương quốc Nepal.
Vua Birendra bị ám sát tại Cung điện Narayanhiti vào ngày 1 tháng 6 năm 2001, nhà vua và vương hậu Aishiwarya tử vong ngay tại chỗ, một cuộc điều tra của chính phủ đã chỉ ra rằng, người thực hiện vụ ám sát chính là thái tử Dipendra, chính ông cũng đã hôn mê vì tự bắn vào đầu mình. Nhiều nhà phân tích cho rằng, chinh Vụ thảm sát hoàng gia Nepal dẫn đến cái chết của nhà vua đã khiến cho tình hình chính trị của Nepal thêm nghiêm trọng, góp phần vào sự xụp đổ của chế độ quân chủ của triều đại Shah tồn tại trong 240 năm.

## Cuộc sống đầu đời và giáo dục
Birendra sinh ra tại Cung điện Hoàng gia Narayanhiti ở Kathmandu với tư cách là con trai cả của Thái tử Mahendra Bir Bikram Shah Dev và người vợ đầu tiên, Thái tử phi Indra Rajya Lakshmi Devi.
Birendra đã dành 8 năm học tại Trường St Joseph, một trường Dòng Tên ở Darjeeling, cùng với em trai là vương tử Gyanendra. Vào ngày 13 tháng 3 năm 1955, ông nội của họ là Vua Tribhuvan qua đời và cha của họ kế vị ngai vàng Nepal. Với sự lên ngôi của cha mình, Birendra trở thành thái tử của Nepal.
Năm 1959, Birendra được ghi danh vào trường Eton College ở Vương quốc Anh. Sau khi học tại Eton cho đến năm 1964, ông trở lại Nepal và bắt đầu khám phá đất nước của mình bằng cách đi bộ đến những vùng xa xôi của đất nước, nơi ông sống khiêm nhường với những gì sẵn có ở làng quê. Sau đó, ông hoàn thành chương trình học của mình bằng cách dành một thời gian tại Đại học Tokyo, trước khi theo học học thuyết chính trị tại Đại học Harvard từ năm 1967 đến năm 1968. Birendra thích đi du lịch khi còn trẻ và đã thực hiện các chuyến đi đến Canada, Châu Mỹ Latinh, Châu Phi, nhiều vùng của Ấn Độ và một số quốc gia Châu Á khác. Ông cũng là một nhà sưu tầm nghệ thuật và là người ủng hộ các thợ thủ công và nghệ sĩ người Nepal, đồng thời ông cũng học lái máy bay trực thăng.
Birendra kết hôn với Aishwarya Rajya Lakshmi Devi đến từ gia tộc Rana, em họ đời thứ 2 của ông, vào ngày 27 tháng 2 năm 1970. Đám cưới, được coi là một trong những lễ cưới xa hoa nhất của người Hindu trong lịch sử, tiêu tốn 9,5 triệu USD cho khâu tổ chức.
Birendra được chẩn đoán mắc bệnh động mạch vành và đã trải qua phẫu thuật nong mạch vành ở Vương quốc Anh theo báo cáo vào cuối những năm 90.

## Trị vì

### Những năm đầu triều đại
Birendra lên ngôi vua Nepal vào ngày 31 tháng 1 năm 1972, ở tuổi 27, sau cái chết của cha mình là Vua Mahendra. Tuy nhiên, lễ đăng quang của ông bị trì hoãn cho đến ngày 24 tháng 2 năm 1975, khi ông 29 tuổi, vì năm đầu tiên được coi là thời gian để tang cho cái chết của phụ hoàng và năm thứ hai được các nhà chiêm tinh tôn giáo coi là không tốt. Là một vị vua theo đạo Hindu, ông phải tuân thủ theo truyền thống của Nepal.

### Thời đại Panchayat

#### 1972-1980
Khi lên ngôi, Birendra thực sự là một vị quân chủ chuyên chế, vì ông thừa kế một đất nước nơi các đảng phái chính trị bị cấm và ông cai trị thông qua một hệ thống hội đồng địa phương và khu vực được gọi là panchayat.

#### 1980-1990

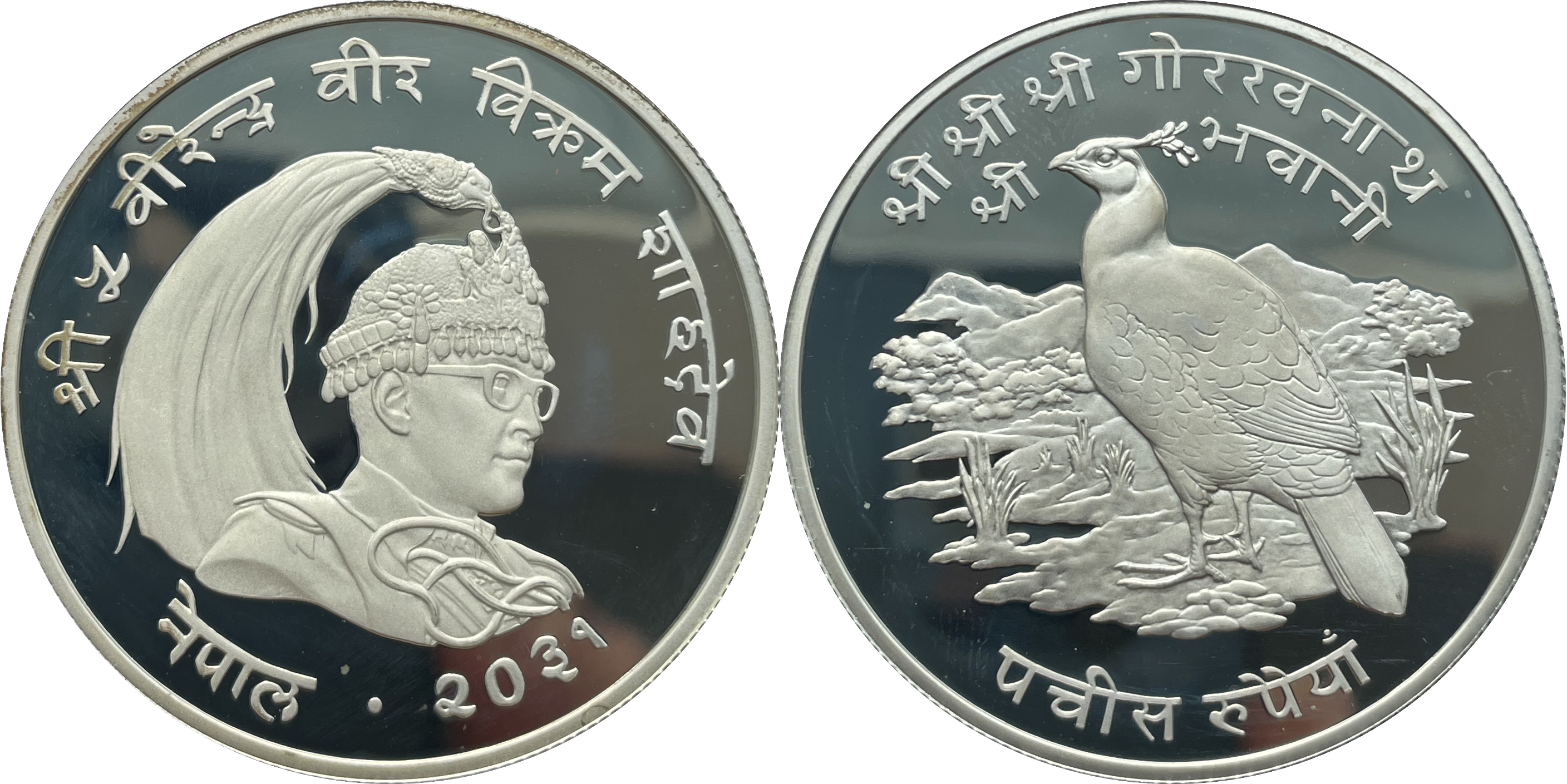
Chân dung của vua Birendra trên mặt trước xu bạc 25 rupee Nepal với mặt sau là Gà lôi Monal Himalaya, đúc năm 1974

Trong nỗ lực duy trì hệ thống panchayat của chính phủ, các nhà lãnh đạo nổi tiếng của Đảng Quốc đại Nepal đã bị bắt giữ thường xuyên. Trong những năm 1980, những hạn chế áp đặt lên các tổ chức chính trị đã được nới lỏng, và các nhóm tự do do sinh viên lãnh đạo bắt đầu yêu cầu thay đổi hiến pháp ở Nepal. Do phong trào ủng hộ dân chủ ngày càng phát triển, Birendra đã thông báo rằng một cuộc trưng cầu dân ý để quyết định giữa một hệ thống ít đảng phái hay đa đảng sẽ được tổ chức. Trong thời gian này, các lựa chọn trưng cầu dân ý đã được đưa ra cho hệ thống đa đảng hoặc hệ thống Panchayati. Cuộc trưng cầu dân ý được tổ chức vào tháng 5 năm 1980 với hệ thống không đảng phái giành chiến thắng với tỷ lệ từ 55% đến 45%. Kết quả của cuộc bầu cử đã khiến nhà vua phải thực hiện tái cơ cấu hàng loạt đất nước cả về kinh tế và chính trị. Sau cuộc trưng cầu dân ý toàn quốc, ông chia đất nước thành 5 vùng phát triển nhằm tạo sự phát triển cân bằng và đến thăm từng vùng mỗi năm một lần; các chuyến thăm đã bị dừng lại sau khi Nepal trở thành một chế độ quân chủ lập hiến vào năm 1990.

### Thời đại Dân chủ
Năm 1990, một loạt các cuộc đình công và bạo loạn ủng hộ dân chủ nổ ra ở Vương quốc Nepal. Do các cuộc bạo loạn, Birendra đã dỡ bỏ lệnh cấm các đảng chính trị và đồng ý để Nepal trở thành một nhà nước quân chủ lập hiến vào tháng 4 năm 1990. Ông chỉ định một Ủy ban Đề xuất Hiến pháp độc lập để đại diện cho các phe đối lập chính và chuẩn bị một hiến pháp mới nhằm đáp ứng yêu cầu cải cách chính trị của họ. Ủy ban đã trình cho nhà vua bản dự thảo hiến pháp được đề xuất vào ngày 10 tháng 9 năm 1990. Hiến pháp mới sẽ đưa Birendra trở thành nguyên thủ quốc gia của một chế độ quân chủ lập hiến với hệ thống dân chủ đa đảng. Dự thảo hiến pháp đã được Thủ tướng Krishna Prasad Bhattarai và nội các của ông phê duyệt và do đó, vào ngày 9 tháng 11 năm 1990, Birendra ban hành hiến pháp mới đã biến Nepal thành một chế độ quân chủ lập hiến. Là một vị vua quân chủ lập hiến, Birendra trở nên nổi tiếng hơn so với thời ông là một nhà cai trị chuyên quyền do quan điểm và hành vi dân chủ của ông cũng như sự bất lực của các đảng phái chính trị. Tuy nhiên, Birendra không thể ngăn chặn Nội chiến Nepal, một cuộc xung đột giữa phiến quân Maoist và lực lượng chính phủ, kéo dài từ năm 1996 đến năm 2006.

## Bị ám sát
Birendra và cả gia đình ông bị giết vào ngày 1 tháng 6 năm 2001 tại Cung điện Narayanhiti, nơi ở của gia đình hoàng gia Nepal. Hầu hết thành viên hoàng gia (11 người, bao gồm cả vua và vương hậu) đều thiệt mạng trong vụ thảm sát ngoại trừ Gyanendra Shah, em trai của Birendra. Con trai cả của ông là Thái tử Dipendra được đưa lên ngai vàng nhưng không thể đăng quang vì ông hôn mê trong bệnh viện, vì vết thương do đạn bắn trong vụ thảm sát. Ông ấy chết vài ngày sau đó. Do đó, người em trai của Birendra là Gyanendra được phong làm vua. Một số người cho rằng vụ thảm sát này là điểm then chốt chấm dứt chế độ quân chủ ở Nepal.

## Các công trình và cải cách đáng chú ý

### Chiến dịch ngoại giao

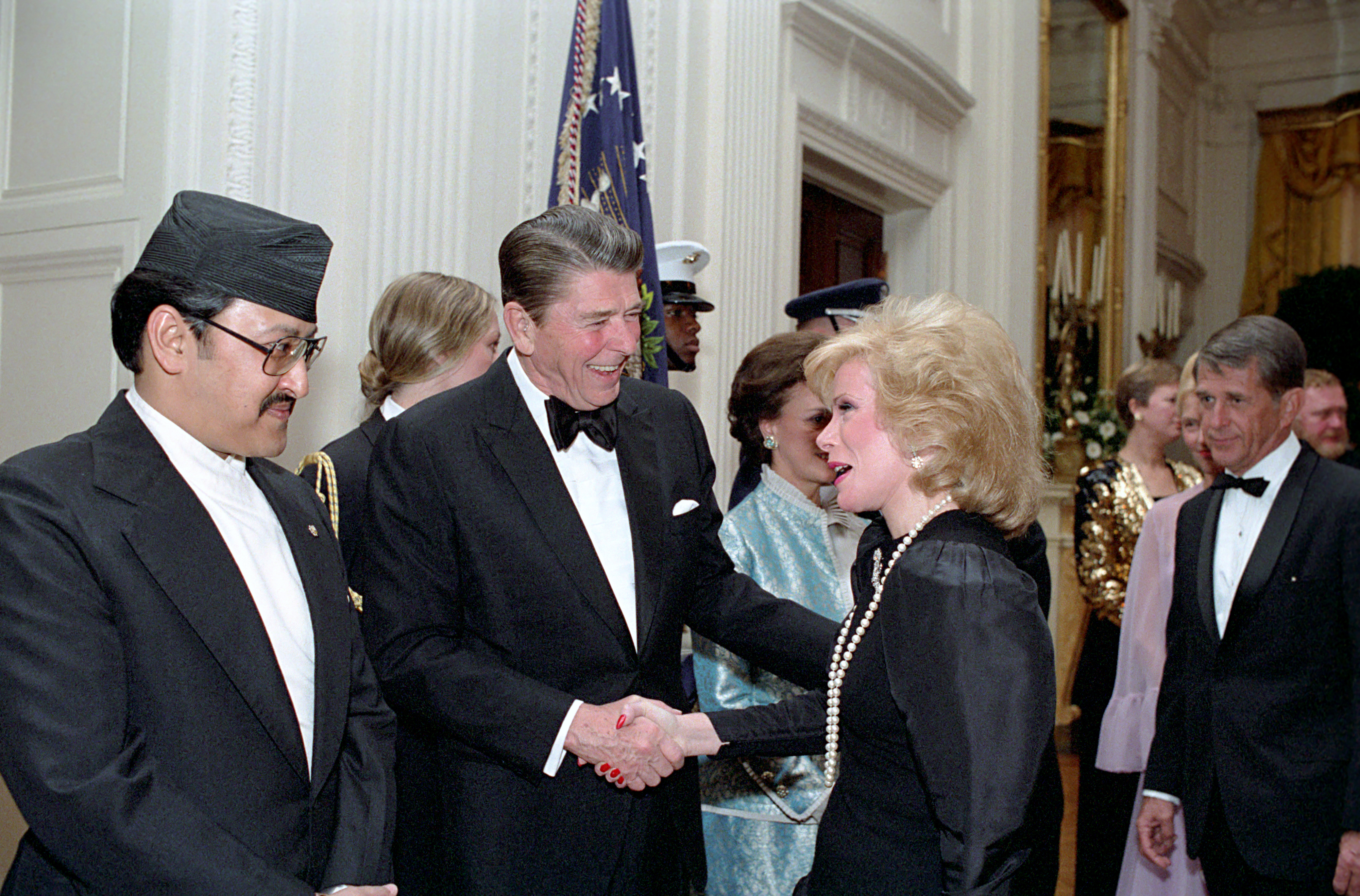
Tổng thống Ronald Reagan cùng Quốc vương Birendra Bir Bikram Shah Dev

Nhà vua đã cố gắng duy trì nền độc lập của Nepal bất chấp ảnh hưởng của Ấn Độ, Trung Quốc và Liên Xô. Chuyến đi nước ngoài đầu tiên của ông với tư cách là vua là tới Ấn Độ vào tháng 10 năm 1973 và đến Trung Quốc 2 tháng sau đó. Ông đã ngăn cản việc tách Mustang khỏi Nepal và Tây Tạng khỏi Trung Quốc trong cuộc cách mạng Mustang.] Việc giải giáp các cuộc nổi dậy của người Khampa chống lại Trung Quốc đã đưa quan hệ Nepal-Trung Quốc lên một tầm cao mới. Thần dân nhớ đến ông vì chiến dịch sâu rộng và đóng góp cho việc thành lập Hiệp hội Nam Á vì sự Hợp tác Khu vực và Dự trữ lương thực Nam Á. Trong thời gian trị vì của mình, ông cũng đã thành lập Ban Thư ký SAARC ở Kathmandu. Ông đã thiết lập quan hệ ngoại giao với thêm 46 quốc gia, nâng tổng số quốc gia có quan hệ ngoại giao từ 49 lên 96. Ông củng cố hơn nữa chính sách trung lập của Nepal bằng cách thúc đẩy Nepal là khu vực hòa bình trong Liên Hợp Quốc. Ông tin rằng Nepal, bị kẹp giữa hai cường quốc châu Á, nên có mối quan hệ tốt với cả hai.

### Thúc đẩy hòa bình
Ông đề xuất Nepal được tuyên bố là Khu vực Hòa bình trong cuộc họp của Liên Hợp Quốc, có tính đến tình trạng hòa bình lịch sử của Nepal, sự ra đời của Đức Phật trên lãnh thổ Nepal và chính sách lịch sử của nước này là Không liên kết với bất kỳ thế lực nước ngoài nào. Đề xuất này được 116 quốc gia trong UNO ủng hộ. Sau đó, ông thành lập "Trại huấn luyện gìn giữ hòa bình" vào năm 1986. Sau đó, trại này được tái cơ cấu thành viện huấn luyện vào năm 2001 để huấn luyện lực lượng gìn giữ hòa bình. Sau đó nó được đổi tên thành Trung tâm Huấn luyện Hoạt động Hòa bình Birendra. Viện này sau đó được tái cơ cấu thành tổ chức đào tạo mà qua đó Nepal bắt đầu gửi các lực lượng gìn giữ hòa bình đã qua đào tạo hợp tác với Liên Hợp Quốc và trở thành thành viên tích cực của tổ chức này. Năm 1974, Vua Birendra đã thành công trong việc giải giáp một cách hòa bình các cuộc nổi dậy của người Khampa, định cư ở vùng phía Bắc dãy Himalaya, bằng cách trao đất đai, tiền bạc và quyền công dân cho những người đầu hàng. Vì vậy, ai không đầu hàng sẽ bị cấm tiến về khu vực Tây Tạng. Birendra cũng được cho là đã ngăn chặn việc sử dụng quân đội để đàn áp cuộc cách mạng Maoist trong nước, điều này sẽ làm tình hình trở nên trầm trọng hơn và gây xáo trộn hòa bình trong nước.